# Кристоф Карл фон Бюлов
Кристоф Карл фон Бюлов (на немски: Christoph Karl von Bülow; * 26 май 1716 в Глубенщайн при в Растенбург/Кентшин, Източна Прусия; † 1 юли 1788 в Пазевалк в Мекленбург-Предна Померания) е кралски пруски генерал на кавалерията.
Той е от старата благордническа фамилия фон Бюлов от Мекленбург. Той е син на пруския офицер Даниел Левин фон Бюлов (1677 – 1758) и съпругата му Доротея Маргарета фон Шлубхут (1691 – 1742). По-големият му брат е сухопътният генерал Йохан Албрехт фон Бюлов (1708 – 1776).
Кристоф Карл фон Бюлов влиза през 1731 г. в пруската войска и участва в похода на Рейн през 1734 и 1735 г. Той участва в двете войни в Силезия и се отличава, 1745 г. получава ордена Pour le Mérite. През 1747 г. той става ритмайстер, 1756 г. майор, 1757 г. полковник-лейтенант, 1759 г. полковник и 1760 г. генерал-майор.
През 1763 г. кралят го прави генерал-инспектор на драгонските и хузарски регименти в Прусия. На 25 май 1771 г. той става генерал-лейтенант и през декември 1772 г. е награден с Орден Черен орел.
През 1778 г. той е във войската на краля и командва дясното крило на кавалерията. Крал Фридрих Вилхелм II го повишава на 23 май 1787 г. на генерал на кавалерията. През 1784 г. той получава „домпропстай Хавелберг“ и го продава. Той се бие през Седемгодишната войнаи получава награди.
Той умира неженен на 1 юли 1788 г. в Пазевалк от жълтеница.